# Genenpil
Genenpil (mongolsky Гэнэнпил Хатан, rodným jménem Tseyenpil; 1905–1938) byla poslední mongolská královna manželka, druhá žena Bogd-chána Džebcundampy Chutuchtua.

## Život
Po smrti Bogdgegénovy první manželky Tsendiin Dondogdulam v roce 1923 (ačkoli chán již na další svatbu nepomýšlel), dospěli jeho rádci k názoru, že je pro udržení celistvosti země žádoucí, aby se znovu oženil. Vybrali a nechali do paláce přivézt patnáct žen ve věku od 18 do 20 let, které se narodily ve stejný den jako chán. Tseyenpil pocházela ze šlechtického rodu na severovýchodě Mongolska a už byla vdaná, ale dostala slib, že se eventuálně bude moci k manželovi vrátit. Tseyenpil byla prohlášena za reinkarnaci předchozí královny a její jméno změněno na Genenpil.
Královnou Mongolska (ve skutečnosti ovládaného sovětskými komunisty) byla necelý rok. Když panovník v roce 1924 za záhadných okolností zemřel a moc v zemi převzali komunisté, vrátila se Genenpil ke své rodině. Provdala se za jistého Luvsandambu, bývalého zápasníka (podle některých pramenů za něho byla provdaná již před odchodem ke dvoru). Měli dvě dcery Tsermau a Dorjhandu a syna Gantamura.
Komunisté pronásledovali členy bývalé královské rodiny. Během stalinských čistek se Genenpil v roce 1932 ještě zatčení vyhnula, ale o pět let později byla zatčena a obviněna ze spolupráce s Japonci za účelem obnovení Chanátu v Mongolsku. Byla obviněna z podkopávání moci lidu, podílení se na organizaci povstání a shromažďování prostředků na obnovení moci chánů. Obvinění se týkalo také podpory buddhistického náboženství. Genenpilin majetek byl zabaven a ona sama vystavena mučení metodami používanými Čekou. Genenpil nakonec přiznala vinu. Dokument ovšem neobsahuje její podpis (ačkoli uměla číst a psát), pouze nevýrazné, obtížně identifikovatelné skvrny (možná otisky prstů). V květnu 1938 byla popravena spolu s představiteli duchovní a intelektuální elity země. Byla v pátém měsíci těhotenství.
V roce 1990, po pádu komunistického režimu, ji mongolský Nejvyšší soud rehabilitoval.

## Zajímavosti
- Fotografie Genenpil v tradičním severomongolském svatebním oděvu inspirovaly kostým královny Amidaly ve Star Wars.
- V roce 2000 byl o osudech Genenpil natočen film Хааны сүүлчийн hatан[1].